# PowerEdge VRTX
Dell PowerEdge VRTX est une ligne de produits de matériel informatique de Dell. Il s'agit d'un châssis mini-lame avec système de stockage intégré.  

## Spécifications
Le système VRTX repose en partie sur le Dell M1000e et par des technologies et des composants. Il y a aussi quelques différences avec ce système. Le M1000e peut accueillir un EqualLogic qui se connecte aux serveurs de stockage via iSCSI, tandis que le VRTX utilise un contrôleur RAID PowerEdge partagée (PERC). Une seconde différence est la possibilité d'ajouter des cartes PCIe et les affecter à l'un des quatre serveurs. 

### Serveurs
Le système peut contenir jusqu'à quatre serveurs lames PowerEdge : le PE - M520 ou le PE - M620, les mêmes lames que celles utilisées dans le M1000e mais pour une utilisation dans le VRTX ils ont besoin pour exécuter BIOS et le firmware spécifique d'utiliser le disque partagé - système de stockage.
Stockage : Pour le stockage il y a la place pour 12 disques 3,5 pouces ou 25 disques 2,5 pouces SAS/SSD qui se connectent à des serveurs via un seul contrôleur PERC 8 (plans de 2e partagé contrôleur PERC pour la redondance à une date ultérieure). Le réseautage est fourni via un port 8 du module « pass-through » - offrant la possibilité de connecter deux 1G NIC de chaque serveur à n'importe quel commutateur Ethernet externe. Il est possible d'utiliser le commutateur interne : il supporte la connexion interne de tous les 4 sur la carte mère NIC des serveurs, mais ne fournit que 8 montantes externes au monde extérieur. Les modules d'E/S utilisés sur le VRTX ont une autre taille, puis les modules d'E/S de la M1000e, si on n'est pas en mesure d'utiliser les modules d'E/S qui sont disponibles pour le système de châssis. Un module 10 Go d'E S est prévu pour les prochaines versions[réf. nécessaire].
Gestion : Un CMC est responsable de la gestion de l'ensemble du système et il est possible d'ajouter un 2e CMC pour la gestion redondante. Le CMC est similaire à la CMC utilisée dans le châssis M1000e. Connexion à la CMC se fait via des connecteurs RJ45 Ethernet distincts.

### Alimentation et refroidissement
Le système est livré avec quatre UPE à 110 ou 230V AC. Il n'existe aucune option pour utiliser 60V DC PSU qui est souvent utilisé dans l'industrie des télécommunications. Selon la puissance - câble utilisé, vous pouvez connecter le système à une prise 230V standard ou le connecter à un PDU ou UPS. Chaque 1,100 Watt PSU a un ventilateur intégré. Pour le refroidissement des serveurs -modules, il y a quatre souffleurs-modules, chacun contenant deux ventilateurs, et pour le refroidissement du reste du châssis, il y a 6 ventilateurs internes : ceux-ci ne peuvent être éteints par l'ouverture du système. Les ventilateurs utilisés sont les mêmes unités que celles utilisées dans le PowerEdge R720xd rack serveur.

### KVM
Contrairement à la M1000e, la VRTX n'a pas de module KVM séparé, mais il est construit dans le châssis principal. Le système prend en charge un seul clavier et une souris USB. Contrôle de la fonction KVM se fait via le mini- écran LCD. Ces ports USB ainsi que le connecteur VGA à 15 broches sont à l'avant du système.

### USB
Les connecteurs USB ne sont là que pour connecter clavier et la souris : ils ne supportent pas de stockage externe via USB.

### LCD
Via l'écran mini-LCD à l'avant du système, il est possible de trouver des informations sur l'état du système, de configurer certains paramètres de base (tels que l'adresse IP CMC) et gérer le commutateur KVM intégré. Les fonctions de l'écran d'affichage à cristaux liquides peuvent être commandés par l'intermédiaire d'un système de navigation de la touche 5, similaire au système utilisé sur le M1000e.

### Série
Un port de communication série RS-232 unique est prévu à l'arrière du système. Ce connecteur est utilisé uniquement pour la configuration locale de la CMC : il ne permet pas d'utiliser ce connecteur port série d'un serveur dans le système.

### Slots d'extension
Le système fournit l'espace pour cinq cartes d'extension PCIe et 3 cartes expansion pleine hauteur PCI express. Via le contrôleur de gestion, il est possible d'attribuer à chaque emplacement à un serveur spécifique. Il n'est pas possible d'affecter un emplacement PCIe à un serveur lorsque le serveur est hors tension que la carte PCIe est reconnu et initialisé par le BIOS du serveur au démarrage.

## Usage
Le VRTX s'adresse à deux groupes d'utilisateurs différents: soit les bureaux locaux de grandes entreprises où la majorité des services informatiques sont fournis de manière centralisée via les centres de données à distance où le système VRTX fournit des fonctions locales comme une plate-forme de virtualisation faible par rapport à fournir les services nécessaires localement postes de travail VDI, Exchange local ou serveur Lync et des installations de stockage local. L'ensemble du système est normalement géré par le département informatique central via la CMC (pour le châssis) et certains responsables informatiques comme SCCM ou KACE pour les serveurs fonctionnant sur le système.
L'autre public visé est le marché des PME avec les exigences informatiques limitées. Le modèle de la tour est conçu pour fonctionner dans un environnement de bureau normal. Dell affirme que le niveau de bruit du système VRTX est très faible et peut être installé dans un environnement de bureau normal: il n'est pas nécessaire d'installer le système sur un serveur salle spéciale. Il est cependant possible de convertir une tour-VRTX dans un VRTX montée en armoire.

## Systèmes d'exploitation
Le VRTX prend en charge moins de systèmes d'exploitation que les serveurs-lames (M520/M620). Les seuls systèmes d'exploitation pris en charge pour fonctionner sur les pales sont: Windows Server 2008 SP2, Windows Server 2008 R2 SP1 et Windows Server 2012. Le Support pour Windows Server 2003 est uniquement pris en charge en tant que machines virtuelles sur Hyper-V ou ESXi. L'utilisation prévue et commercialisé principale sera comme un système exécutant Hyper-V ou ESXi. 
Si on souhaite utiliser les serveurs de la VRTX comme plates-formes de virtualisation Windows uniquement Hyper-V et VMware ESXi 5.1 sont pris en charge : en ce moment d'autres hyperviseurs, comme Citrix, ne sont pas encore pris en charge.
Au lancement, les systèmes d'exploitation basés sur Linux ne sont pas supportées, principalement parce qu'il n'y a pas de pilote Linux disponible pour le contrôleur MegaRAID pour l'accès au stockage partagé. Il est prévu d'inclure le support de Linux dans l'avenir[réf. nécessaire].